# Entephria lagganata
Entephria lagganata là một loài bướm đêm trong họ Geometridae.